# Planetfall
Planetfall is het tweede studioalbum van Mooch. Het is het vervolg op 3001. Het album gaat over het eerste contact tussen de mensheid, die eindelijk arriveren op β-Hydrii en de plaatselijke bevolking. Het album verscheen in eerste instantie alleen op muziekcassette.

## Musici
- Stephen Palmer – gitaar, synthesizer
- Andy Woodhouse – spreekstem
- Maggie Walters – spreekstem
- Jane Ingrey – zang op Helios

## Muziek
| Nr. | Titel                  | Duur  |
| --- | ---------------------- | ----- |
| 1.  | Helios                 | 8:16  |
| 2.  | Alien city             | 7:45  |
| 3.  | Deep jungle and debris | 5:20  |
| 4.  | Floating interference  | 8:46  |
| 5.  | Alien culture          | 7:39  |
| 6.  | Archaeology            | 14:58 |